# Crocidura absconditus
Crocidura absconditus és una espècie d'eulipotifle de la família de les musaranyes. És endèmica de la zona del mont Gede-mont Pangrango, un estratovolcà de doble pic situat a Java Occidental (Indonèsia). Es tracta d'una espècie de Crocidura de mida mitjana, amb una llargada total de ± 161,8 mm, una cua de ± 88,3 mm i un pes de ± 7,5 mm. Té el pelatge gris a la base, amb puntes marrons al dors i puntes grises al ventre.
El seu nom específic, absconditus, significa ‘ocult’ en llatí i es refereix als mamífers que encara queden per descobrir («ocults») al sud-est asiàtic.